# 何曾
何 曾（か そう）は、中国三国時代の魏・西晋の政治家。字は穎考。豫州陳国陽夏県の人。父は何夔。子は何遵・何劭。

## 生涯
若年にして父の爵位を継いだ。学問を好み博学で、同郷の袁侃とともに高名を馳せた。曹叡が平原侯の時、文学となった。曹叡が帝位に即くと、散騎侍郎・汲郡典農中郎将・給事黄門侍郎を歴任し、郡の太守を監査するよう上奏した。その後、散騎常侍に転任した。
景初2年（238年）、司馬懿の公孫淵討伐に際し、緊急時に備えた副将を置くよう上奏した。その後、河内太守を経て侍中を拝命したが、母の喪に服するため官を去った。曹爽が権勢を振るうと司馬懿は病気と称し隠遁したが、何曾もまた一緒になって病を称した。
曹爽誅殺後の嘉平3年（251年）、司隷校尉に就任。撫軍校事の尹模の不正を弾劾し、称賛された。嘉平6年（254年）に魏帝曹芳廃位の謀略に参与した後、尚書に転じた。
当時、歩兵校尉の阮籍（竹林の七賢の1人）は母の喪中に酒や肉を口にしていた。礼法に反するこの行いを憎んだ何曾は、阮籍の左遷を司馬昭に言上したが、聞き入れられなかった。
正元2年（255年）に毌丘倹が誅殺されるとその孫娘が獄に繋がれたが、母の荀氏の助命嘆願を受けた何曾は、法の改正に尽力した。
正元年間に鎮北将軍・都督河北諸軍事・仮節となる。さらに征北将軍・潁昌郷侯を経て、咸熙元年（264年）3月には司徒に昇進し、朗陵侯に封ぜられた。
兄の司馬師に後嗣がなかったため、その職責を継いだ司馬昭だが、自分の庶子の司馬攸を司馬師の後嗣とし、世子に立てようと考えていた。しかし何曾らが強く反対し、嫡子の司馬炎を立てるよう主張したため、司馬昭はこれに従った。咸熙元年5月、司馬炎が晋王の世子となった。
咸熙2年（265年）9月、何曾は晋の丞相・侍中となる。12月、帝位禅譲を辞退しようとする司馬炎に、これを受諾するよう強く勧める。禅譲が成ると太尉・朗陵公となり、食邑は1800戸となった。
泰始3年（267年）9月、太保となる。泰始9年（273年）5月、司徒を兼任する。咸寧2年（276年）8月、太保の位を太傅に改められる。
咸寧4年（278年）9月、太宰となる。老年の何曾はしばしば退官を申し出たが、何曾を信任する司馬炎はこれを許さなかった。同年12月丁未（279年1月12日）、80歳で死去。次子の何劭が、嫡子として後を継いだ。
親孝行に務め、礼儀作法に厳格だった一方、贅沢を好み、食費は日に1万銭を超えた。あまりに奢侈が過ぎるので弾劾も受けたが、司馬炎は何曾が重臣であることを理由に不問に付した。また、時の権力者である賈充に阿る面もあった。何曾の死後、博士の秦秀はその性質を憎み、諡を繆醜公と進言したが、司馬炎はこれを退け、孝公とした。太康年間、何劭の上奏により、諡は元公と改められた。